# Abies spectabilis
Abies spectabilis é uma espécie de conífera da família Pinaceae.
Pode ser encontrada nos seguintes países:  Afeganistão, China, Índia e Nepal.